# 那比村
那比村（なびむら）はかつて岐阜県郡上郡に存在した村である。
現在の郡上市八幡町那比に該当する。

## 歴史
- 1889年（明治22年）7月1日 - 町村制により、那比村が発足。
- 1897年（明治30年）4月1日 - 相生村、西乙原村、安久田村、吉野村、稲成村と合併し、相生村発足。同日那比村は廃止。

## 教育
- 那比尋常小学校 （相生尋常小学校那比分教場 → 相生村立相生第二小学校 → 郡上市立相生第二小学校。2007年郡上市立相生小学校へ統合される）